# Gravkirken
Gravkirken (eller Den Hellige Gravs Kirke) er en kristen kirke i Jerusalem, som er bygget på Golgata, det sted hvor Jesus ifølge kristne traditioner blev korsfæstet. Kirken indeholder ligeledes den grav, hvori Jesus ifølge legenden blev lagt efter sin død, og den har derfor været et vigtigt pilgrimsmål for kristne siden 4. årh. Kirken er i dag fælles for en lang række forskellige kristne grupperinger, som hver råder over egne kapeller, og den er i dag sæde for den ortodokse patriark af Jerusalem og en katolsk ærkediakon og regnes for den mest hellige kirke indenfor kristendommen.
I østlige kirketraditioner kendes kirken som Opstandelseskirken; græsk: Ναός της Αναστάσεως (Naos tis Anastaseos), armensk: Surp Harutyun, mens den i de vestlige traditionelt kaldes den Hellige Gravs Kirke; latin: Ecclesia sancti Sepulchri.

## Historie

### Den første kirke
Eusebius beretter i Vita Constantinus, at på det sted, hvor Gravkirken senere blev opført og som blev helligholdt af den kristne menighed i Jerusalem, var et tempel for Venus blevet opført. Eusebius nævner det ikke selv, men det skete formentlig i forbindelse med Hadrians genopførelse af byen som Aelia Capitolina i 135 e.v.t. efter Bar Kokhbas opstand i 132 e.v.t.
Den senere kejser Konstantin beordrede i 325 eller 326, at stedet skulle ryddes for at give plads til en ny kirke, som sankt Makarius fik til opgave af opføre. Sokrates Scholastikos fremstiller det i sin kirkehistorie sådan at Konstantins kristne mor, sankt Helena, en hovedrolle i byggeriet, da hun under en rejse til Jerusalem fandt resterne af det sande kors under en udgravning af stedet. Hun havde fået til opgave af sin søn at bygge kirker på de steder, der var knyttet til Jesu liv, og grundlagde derfor også en kirke i Betlehem, hvor Jesus ifølge beretningen i Ny Testamente blev født.
Konstantins kirke blev bygget over udgravningen og bestod i realiteten af tre forbundne kirker, som blev bygget over tre hellige steder. En rotunde (Anastasis) dækkede det hul, som Helena og Makarius havde identificeret som Jesu grav, mens en lukket kolonnade dannede et atrium omkring klippen (Triportico), hvor korset havde stået, og en stor basilika (’’Martyrium’’) blev opført ved siden af. Den klippe, som omgav graven, blev hugget væk, og selve klippehulen blev i stedet indkapslet i en lille bygning, ædiculum. Nonnen Egeria besøgte kirken i 380’erne og gav en beskrivelse af bygningerne, som de så ud på det tidspunkt.
Denne kirke blev ødelagt i 614, da sassaniderne under Khrosrau II invaderede de østlige egne af Romerriget og bl.a. plyndrede Jerusalem og tog det Sande Kors som krigsbytte. I 630 drog kejser Heraclius i triumf ind i Jerusalem med det Sande Kors og fik genopbygget kirken. Da byen blev erobret af muslimerne få år senere vedblev kirken med at være en kristen helligdom, og den kristne menighed og deres helligdomme blev beskyttet under det tidlige muslimske styre, men under en opstand i 966 brændte Gravkirkens tag og døre, og den stod som en ruin indtil 1009, hvor den ”gale” kalif Al-Hakim lod den rive ned til grunden.
Da nedrivningen blev kendt i Europa, medførte det protester, der ofte ramte uskyldige, som da kronikøren Rudolf Glaber beskyldte jøderne for ugerningen; dette medførte jødeforfølgelser flere steder i Frankrig. Nedrivningen gav senere også et skub til korstogsbevægelsen.

### Korstogstiden
Den byzantinske kejser Konstantin IX Monomachos fik i 1048 af kaliffen tilladelse til at opføre en række mindre kapeller, under forudsætning af at nogle strenge begrænsninger blev fulgt. I 1099 blev byen indtaget af de europæiske korsfarere. Det første korstog blev af deltagerne opfattet som en bevæbnet pilgrimsfærd, og de mente ikke, at rejsen var komplet, før de havde bedt ved Jesu grav.
Størstedelen af de overlevende korsfarere rejste hjem efter erobringen af Jerusalem, men en lille gruppe blev og grundlagde en række stater i området, heriblandt Kongeriget Jerusalem. I midten af 12. årh. blev Gravkirken genopført i romansk stil, og den fik tilføjet et klokketårn. Kirken var færdig i 1149 og indviet af dronning Melisende.
Kirken og byen blev erobret af Saladin i 1187, men en traktat efter tredje korstog gjorde det muligt for kristne frit at rejse til Jerusalem for at besøge kirken. Gennem forhandlinger lykkedes det den tysk-romerske kejser Frederik 2. at sætte sig i besiddelse af byen, men på dette tidspunkt var han lyst i band af paven, og Gravkirken, som var den helligste kirke i kristendommen, var derfor underlagt interdikt. I 1244 blev Jerusalem erobret af de persiske Khwarezmer.

### Nyere tid
Trods en fortsat tilstrømning af pilgrimme de følgende århundreder forfaldt Gravkirken pga. manglende vedligeholdelse, indtil franciskanermunke renoverede den i 1555. En ny brand i 1808 betød, at rotunden styrtede sammen og ødelagde udsmykningen på Ædiculum. Bygningerne blev genopført i 1809-1810 i osmannisk barokstil. Det indre af Ædiculum forblev uskadt, og den indvendige marmorudsmykning stammer hovedsageligt fra 1555. Den nuværende kuppel stammer fra 1870.
I 1959 blev et nyt større restaureringsarbejde påbegyndt, men store dele af kirken lider stadig under varierende grader af forfald. I 1947 måtte de britiske mandatmydigheder gribe ind og understøtte det nedstyrtningstruede Ædiculum med et jerngitter; det stod der i knap 70 år, indtil der i 2016-17 endelig blev opnået enighed mellem de mange kirkesamfund om et restaureringsprojekt.

### Status quo
Efter renoveringen af kirken 1555 skiftede kontrollen over Gravkirken mellem franciskanersamfundet og de ortodokse, alt efter hvem der kunne opnå den mest favorable aftale (firman) med de osmanniske myndigheder, gerne gennem bestikkelse. Dette førte i flere tilfælde til uroligheder, og i 1767 udstedte sultanen en firman, som betød, at kirken blev delt mellem parterne. Aftalen blev bekræftet, og status quo mellem kirkesamfundene blev gjort permanent i 1852. Det betød at opdelingen af kirken ikke kunne ændres.
De største områder tilfaldt den Græsk-ortodokse, den Armensk-apostolske og den Romersk-katolske kirke. I det 19. århundrede fik både den Koptiske, den Etiopiske og den Syrisk ortodokse kirke tilladelse til at bygge mindre kapeller inden i eller op ad kirken. Tidspunkterne for gudstjeneste reguleres strengt i fællesområderne.
Status quo betyder, at intet i fællesområderne kan fjernes, bygges om eller flyttes uden accept fra alle parter. Dette medfører ofte, at selv genstande eller steder, som i særdeleshed trænger til reparationer ikke bliver det, når der ikke kan nås til enighed om, hvordan det skal gøres.
Trods etableringen af status quo opstår der stadig, selv i moderne tid, uroligheder, når et kirkesamfund føler sig provokeret af et af de andre. På en varm sommerdag i 2002 flyttede den koptiske munk, der markerede de koptiske krav på det område af kirkens tag, som benyttes etiopierne, sin stol ind i skyggen. Denne handling blev af etiopierne opfattet som en fjendtlighed, og elleve munke måtte på hospitalet som resultat af den efterfølgende slagsmål. Et andet tilfælde af håndgemæng fandt sted i 2004, da en dør ind til franciskanernes kapel var efterladt ulukket under en ortodoks messe. Flere personer blev arresteret bagefter.
Et mindre alvorligt eksempel på uenighederne er den stige, der står over hovedindgangen. Den blev placeret der før aftalen af 1852, som definerede vinduer og døre som fællesområde, og siden har man ikke kunnet blive enige om, hvis stige det er. På gamle billeder ses stigen i næsten nøjagtig samme position som i dag.
Ingen af de kristne grupper kontrollerer hovedindgangen til Gravkirken, men Saladin overlod dette ansvar til en lokal muslimsk familie (Nuseibeh). Senere udpegede sultanen Joudeh-familien til at assistere, og medlemmer af disse familier har stadig nøglerne til kirken i deres varetægt. Denne indgang er stadig den eneste i kirken, hvilket har vist sig at være farligt, og fx medførte en brand i 1840, at mange pilgrimme blev trampet ihjel. Det betød, at de forskellige menigheder i kirken i 1999 besluttede at lave en ekstra indgang, men opførelsen af den er dog stadig ikke påbegyndt.

## Autenticitet
Siden opførelsen af den første kirke i 335 og efter de utallige renoveringer og ombygninger har de fleste kristne grupper ment, at Gravkirken befinder sig på det sted, hvor Jesus først blev korsfæstet og begravet og siden genopstod. Ifølge både Eusebius og Socrates Scholasticus var stedet en helligdom for de kristne i 4. århundrede, selvom der nu stod et Venustempel, hvilket betyder, at traditionen kun kan føres tilbage til et tidspunkt flere hundrede år efter Jesu død. Eusebius skriver, at beviserne for, at dette rent faktisk var graven, stod klart og tydeligt, da den blev gravet ud.
Arkæologen Martin Biddle fra Oxford Universitet har foreslået, at man fandt en graffiti, som kristne pilgrimme havde skrevet, hvor der stod, at dette var Kristi grav, sådan som man kender det fra helgengrave i Roms katakomber.
I det 19. århundrede såede en række forskere tvivl om placeringen af Gravkirken rent faktisk var korrekt. De påpegede, at Gravkirken er opført indenfor Jerusalems bymur, selvom de ældste beretninger om korsfæstelsen, fx brevet til Hebræerne 13:12, viser, at den fandt sted udenfor bymuren. Kort tid efter at disse synspunkter blev fremsat, rejste englænderen Charles George Gordon til byen, og om morgenen efter sin ankomst udpegede han en klippe i en have lige udenfor bymuren som det ægte Golgata og en grav i nærheden som den ægte grav. Stedet kaldes i dag Garden Tomb og er et populært pilgrimsmål især blandt protestanter som i øvrigt ikke har tilladelse til at afholde deres egen gudstjeneste i Gravkirken.
Undersøgelser har siden påvist, at det område, hvor Gravkirken ligger, først blev inddraget i Jerusalem, da Herodes Agrippa udvidede murene i 41 til 44 e.Kr., og at stedet derfor lå udenfor byen, da Jesus blev korsfæstet i 30’erne e.v.t. Den israelske arkæolog Dan Bahat har forklaret den nuværende opfattelse af Gravkirken som det sted, hvor Jesu korsfæstelse faktisk fandt sted således:

"We may not be absolutely certain that the site of the Holy Sepulchre Church is the site of Jesus' burial, but we have no other site that can lay a claim nearly as weighty, and we really have no reason to reject the authenticity of the site." (Bahat, 1986)
Islam afviser beretningen om Jesu død på korset, og i stedet findes legender om at han døde af alderdom i Indien; for eksempel placerer en tradition Jesu sidste dage i byen Srinagar i Kashmir, hvor der findes en grav, der i mange århundreder har været kendt som Jesu grav.